# Bolborhachium trituberculatum
Bolborhachium trituberculatum is een keversoort uit de familie cognackevers (Bolboceratidae). De wetenschappelijke naam van de soort werd in 1842 gepubliceerd door Bainbridge.